# Mychael Danna
Mychael Danna (Winnipeg, 20 de setembro de 1958) é um compositor de trilhas sonoras canadense. Seu irmão, Jeff Danna, também é compositor.

## Filmografia
- Life of Pi (2012)
- Moneyball (2011)
- (500) Days of Summer (2009)
- The Imaginarium of Doctor Parnassus (2009)
- O Preço da Traição (2009)
- Surf's Up (2007)
- Breach (2007)
- The Nativity Story (2006)
- Little Miss Sunshine (2006)
- Lonely Hearts (2006)
- Sohni Sapna (2005)
- Eve and the Fire Horse (2005)
- Tideland (2005)
- Water (2005)
- Capote (2005)
- Where the Truth Lies (2005)
- Aurora Borealis (2005)
- Being Julia (2004)
- Vanity Fair (2004)
- The Snow Walker (2003)
- Shattered Glass (2003)
- Antwone Fisher (2002)
- The Guys (2002)
- Ararat (2002)
- Hearts in Atlantis (2001)
- Monsoon Wedding (2001)
- The Hire: Chosen (2001)
- Green Dragon (2001)
- Bounce (2000)
- Girl, Interrupted (1999)
- Don't Think Twice (1999, curta)
- Ride with the Devil (1999)
- Felicia's Journey (1999)
- 8MM (1999)
- The Confession (1999)
- The Boondock Saints (1999)
- At the End of the Day: The Sue Rodriguez Story (1998)
- Behind the Lines (1997)
- The Sweet Hereafter (1997)
- The Ice Storm (1997)
- Dangerous Offender: The Marlene Moore Story (filme televisivo de 1996)
- Kama Sutra: A Tale of Love (1996)
- Lilies (1996)
- Johnny Mnemonic (1995)
- Dance Me Outside (1995)
- Exotica (1994)
- The Darling Family (1994)
- Narmada: A Valley Rises (documentário de 1994)
- Hush Little Baby (filme televisivo de 1993)
- Gross Misconduct (filme televisivo de 1993)
- Ordinary Magic (1993)
- The Adjuster (1991)
- Johann's Gift to Christmas (filme televisivo de 1991)
- The Big Slice (1991)
- Speaking Parts (1989)
- Road to Avonlea (série de TV, 1989)
- One Man Out (1989)
- Cold Comfort (1989)
- Without Work: Not by Choice (curta de 1989)
- Termini Station (1989)
- Murder One (1988)
- Blood Relations (1988)
- Still Life: The Fine Art of Murder (1988)
- Caribe (1987)
- Family Viewing (1987)